# 權利客體
權利客體，是民法學中的名詞，指能為民事上的權利主體所支配者，包括有形的物和無形的財產，以及權利等。不同歷史社會背景下，權利客體所指涉的範圍有所不同，例如在現代的民法中，人身不能被視為權利客體，但在奴隸制的時代，奴隸即被視作權利客體。